# ميشيل سنو
ميشيل سنو (بالإنجليزية: Michelle Snow)‏ مواليد 20 مارس 1980 في بينساكولا، هي لاعبة كرة سلة أمريكية بدأت مسيرتها الاحترافية في سنة 2002. تم اختيارها من قبل فريق هيوستن كومتز خلال الدرافت وتحمل الرقم 2. حققت المركز الثالث في كأس العالم لكرة السلة للسيدات 2006.

## المسيرة الاحترافية
لعبت مع هيوستن كومتز في سنة 2002، ثم لعبت مع سالامانكا في موسم 2008–2009، ثم لعبت مع أتلانتا دريم في سنة 2009، ثم لعبت مع سان أنطونيو ستارز في سنة 2010، ثم لعبت مع شيكاغو سكاي في سنة 2011، ثم لعبت مع واشنطن ميستيكس في سنة 2012.

## الميداليات
| الميدالية | المسابقة                           |
| --------- | ---------------------------------- |
| برونزية   | كأس العالم لكرة السلة للسيدات 2006 |

## روابط خارجية
- ميشيل سنو على موقع الاتحاد الدولي لكرة السلة (الإنجليزية)
- ميشيل سنو على موقع الاتحاد الوطني لكرة السلة النسائية (الإنجليزية)
- ميشيل سنو على موقع كرة السلة الأوروبية.كوم (الإنجليزية)
- ميشيل سنو على موقع كلية كرة السلة في سبورتس رفرنس.كوم (الإنجليزية)
- ميشيل سنو على موقع بروبوليرز (الإنجليزية)
- ميشيل سنو على موقع سبورتس رفرنس (الإنجليزية)